# Ibrahim Moro
Ibrahim Moro (* 10. November 1993 in Accra) ist ein ghanaischer Fußballspieler.

## Karriere
Moro durchlief die Nachwuchsabteilung von New Edubiase United und startete seine Profikarriere 2012 beim schwedischen Verein AIK Solna. Hier spielte er die nächsten drei Jahre und wechselte 2015 zum kasachischen Verein FK Qairat Almaty.
Ohne einen Pflichtspieleinsatz für den FK Qairat absolvierte zu haben, wurde er in der Wintertransferperiode 2015/16 vom türkischen Zweitligisten Eskişehirspor verpflichtet.